# Łuskwiak wypaleniskowy

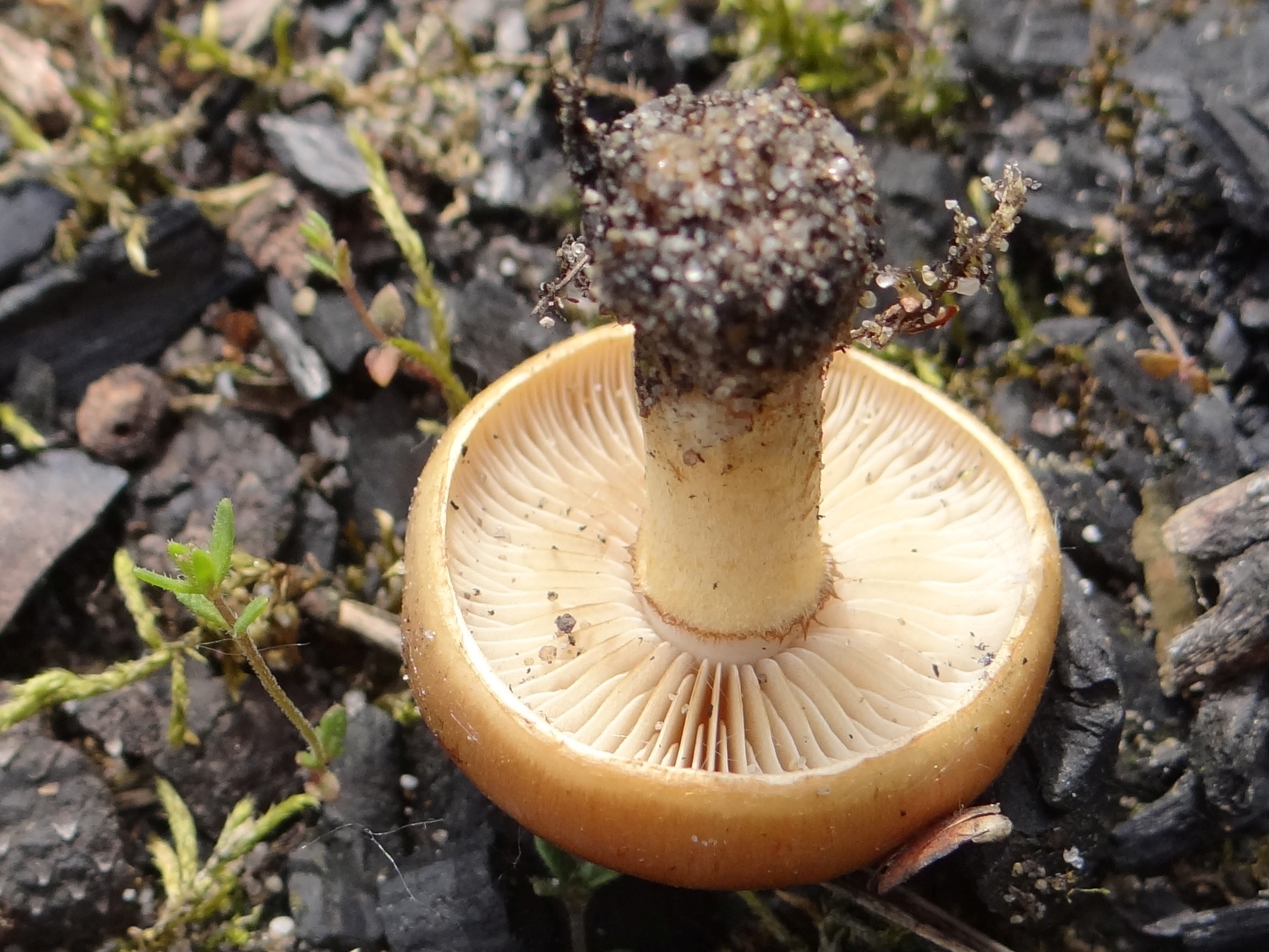

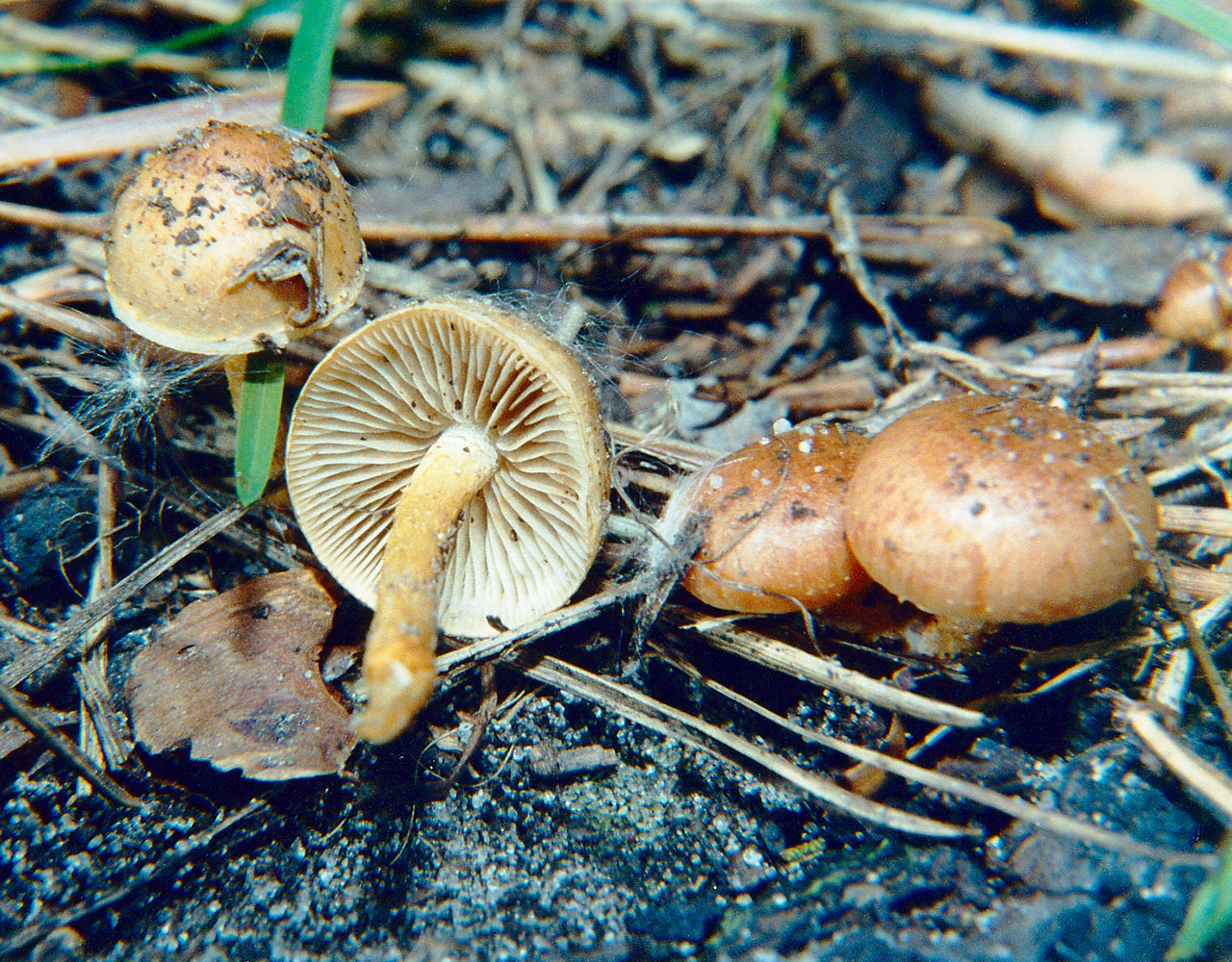

Łuskwiak wypaleniskowy (Pholiota highlandensis (Peck) Quadr. & Lunghini) – gatunek grzybów należący do rodziny pierścieniakowatych (Strophariaceae).

## Systematyka i nazewnictwo
Pozycja w klasyfikacji według Index Fungorum: Pholiota, Strophariaceae, Agaricales, Agaricomycetidae, Agaricomycetes, Agaricomycotina, Basidiomycota, Fungi.
Po raz pierwszy takson ten zdiagnozował w 1872 r. Charles Horton Peck nadając mu nazwę Agaricus highlandensis. Obecną, uznaną przez Index Fungorum nazwę nadali mu w 1990 r. Quadr. & Lunghini.
Synonimów naukowych ma ponad 20.
W 1888 r. Franciszek Błoński opisywał ten gatunek pod nazwą bedłka zgliszczowa. Obecną nazwę polską nadali w 1983 r. Barbara Gumińska i Władysław Wojewoda.

## Morfologia
Kapelusz
Średnica 1,5–5 cm. U młodych osobników jest półkulisty, później łukowaty, u starszych płaski z płytko wklęsłym środkiem lub z niewielkim garbem. Powierzchnia naga, o barwie żółtooliwkowej, pomarańczowej do mięsnobrązowej lub czerwonawej. Podczas suchej pogody jest sucha i jedwabista, podczas wilgotnej gładka, błyszcząca i śliska.
Blaszki grzyba
Szerokie i zbiegające ząbkiem na trzon. Ostrza ząbkowane. Barwa początkowo kremowa, później brudnożółtawa, w końcu szarocynamonowa.
Trzon
Wysokość 2–5 cm, grubość do 1,5–4 mm. Jest walcowaty, twardy i sprężysty, początkowo pełny, później pusty w środku. Powierzchnia jasnożółtawa z żółtymi lub żółtoobrązowymi łuskami i włókienkami. U młodych okazów występuje strefa pierścieniowa, powyżej której trzon jest białawo oprószony.
Miąższ
Białawy, cienki. Zapach grzybowy, smak lekko gorzkawy.
Cechy mikroskopowe
Wysyp zarodników brązowy. Zarodniki o rozmiarach 6–8 × 4–4,5 μm, mniej więcej eliptyczne, gładkie, o barwie bladobrązowej. Pleurocystydy wrzecionowate i wybrzuszone, cienkościenne, o rozmiarach 70 × 15 μm, pod działaniem KOH brązowe. Kaulocystydy również wrzecionowate i wybrzuszone lub tylko cylindryczne, o rozmiarach 90 × 15 μm. Na strzępkach występują sprzążki.

## Występowanie i siedlisko
Opisano występowanie tego gatunku w Ameryce Północnej, Europie, Australii i niektórych regionach Azji (Korea i Japonia). W Polsce jest dość pospolity.
Saprotrof występujący głównie w lasach iglastych. Rozwija się na ziemi, na drewnie wypaleniskowym. Grzyb wypaleniskowy, najbardziej pospolity wśród grzybów rozwijających się na wypaleniskach. Owocniki pojawiają się od kwietnia do listopada. Czasami rośnie w gęstych skupiskach. Masowo pojawia się po pożarach lasów.
Grzyb niejadalny.

## Gatunki podobne
Jest wiele podobnych gatunków grzybów, jednak charakterystyczne miejsce występowania łuskwiaka wypaleniskowego (na wypaleniskach) pozwala go łatwo odróżnić.